# معركة المالكية (2015)
معركة المالكية هي معركة وقعت في 31 يوليو (تموز) 2015 خلال الحرب الأهلية السورية عندما هاجم مقاتلو جبهة النصرة مقر الفرقة 30 في بلدة قرية المالكية بمدينة أعزاز في سوريا، وهي ميليشيا مسلحة تابعة للمعارضة السورية قامت الولايات المتحدة الأمريكية بتسليحها وتدريبها.

## التسلسل الزمني للأحداث
في مايو (أيار) 2015، أطلقت إدارة الرئيس الأمريكي باراك أوباما برنامجًا لتدريب وتجهيز المعارضين السوريين المعتدلين، وهو المشروع الذي استهدف تدريب 5000 متمرد سنويًا بهدف إنشاء قوة سورية جديدة لمواجهة ميليشيات تنظيم الدولة الإسلامية في العراق والشام (داعش). ولكن في 7 يوليو (تموز) 2015، أعلن أشتون كارتر وزير الدفاع الأمريكي أمام مجلس الشيوخ أنه تم تدريب 60 مقاتلًا فقط حتى ذلك التاريخ بسبب قواعد الاختيار الصارمة التي فرضتها الحكومة الأمريكية. وبعد بضعة أيام، وبالتحديد في منتصف شهر يوليو (تموز) 2015، دخلت الوحدة 30 إحدى فصائل المعارضة السورية التي تم تدريبها في الولايات المتحدة، والمكونة من 54 فردًا و30 مركبة، إلى سوريا عبر تركيا، وكان أغلب أعضائها من التركمان أو من مقاتلي حركة حزم أو جبهة ثوار سوريا السابقين. ولكن في 29 يوليو (تموز) 2015، اختطفت ميليشيات جبهة النصرة قائد الفرقة 30 العقيد نديم الحسن، وهو تركماني منشق عن الجيش السوري الحر، ألقت ميليشيات جبهة النصرة القبض عليه مع سبعة آخرين من رجاله أثناء عودتهم إلى مقرهم الواقع في قرية المالكية بمدينة أعزاز بعد اجتماع في مدينة أعزاز. وفي اليوم التالي، نفت وزارة الدفاع الأمريكية ذلك وأكدت أنه لم يتم اختطاف أي مقاتل تم تدريبه في إطار برنامج البنتاغون. فيما بعد أكّد المرصد السوري لحقوق الإنسان حدوث عملية الاختطاف من خلال بيان صحفي صدر عن الفرقة 30 دعا إلى إطلاق سراح الأسرى، والذين أعلنت جبهة النصرة مسؤوليتها عن اختطافهم بعد ذلك.
وفي فجر يوم 31 يوليو (تموز) 2015 شنت ميليشيات جبهة النصرة هجومًا على مقر الفرقة 30 الواقع في قرية المالكية، إذ اعتبرت مقاتلي الفرقة 30 عملاء للمصالح الأمريكية في المنطقة بعدما استهدف الغارات الجوية التي شنتها قوات التحالف الدولي بقيادة الولايات المتحدة الأمريكية معاقل مقاتلي جبهة النصرة الواقعة قرب مدينة أعزاز السورية. وفي مساء يوم 31 يوليو (تموز) 2015، أعلنت الفرقة 30 أنها تمكنت من صد هجوم شنته ميليشيات جبهة النصرة على مقرها ودعت جميع مقاتلي الجيش السوري الحر إلى الوقوف بجدية وفعالية أمام انتهاكات جبهة النصرة. الجبهة كما دعت مقاتلي جبهة النصرة إلى وقف أعمالهم العدائية وحقن دماء المسلمين.
وفي يومي 3 و4 أغسطس (آب) 2015، اختطفت ميليشيات جبهة النصرة مرة أخرى خمسة مقاتلين آخرين من المنتمين للفرقة 30 في قرية قاح، ولكنها أطلقت بعد ذلك سراح سبعة أسرى في 16 أغسطس (آب) 2015. في 18 سبتمبر (أيلول) 2015، دخل ما بين 70 إلى 75 مقاتلًا آخر من الفرقة 30 بقيادة أنس إبراهيم عبيد إلى سوريا، غير أن هذه الحملة الجديدة كانت بمثابة فشل جديد، إذ اضطروا فور وصولهم إلى تسليم أسلحتهم لمقاتلي جبهة النصرة. وفي اليوم التالي، استقال العقيد محمد ضاهر، رئيس أركان الفرقة 30، واستنكر في بيان صحفي له البطء في تنفيذ البرنامج التدريبي للفرقة 30، ونقص عدد الكوادر، فضلاً عن عدم الجدية في تنفيذ مشروع إنشاء الفرقة 30 مع عدم توفر المعدات الأساسية التي تمكنهم من العمل، وعدم الدقة والمنهجية في اختيار كوادر الفرقة 30، وعدم تجانس أفكار الأشخاص المدربين لتحقيق الهدف الذي تم إنشاء الفرقة 30 من أجله. ووفقًا لما أعلنه المرصد السوري لحقوق الإنسان، فقد انشق ما بين 35 إلى 40 مقاتلًا من الفرقة 30 لإنشاء فرقة مستقلة تجمع ثوار الأتارب. كذلك أكّد القيادي بالفرقة أنس إبراهيم عبيد، والملقب بأبو زيد، انشقاقه لتشكيل فرقة مستقلة.

## الخسائر البشرية
خلفت الهجمات التي شنتها ميليشيات جبهة النصرة على مقر الفرقة 30 في قرية المالكية بمدينة أعزاز ما بين يومي 30 و31 يوليو (تموز) 2015 بحسب التقرير الذي أصدره المرصد السوري لحقوق الإنسان في 2 أغسطس (آب) 2015 ما لا يقل عن 25 قتيلًا من بين صفوف جبهة النصرة قُتل معظمهم خلال الغارات الجوية التي شنتها قوات التحالف الدولي، و7 قتلى في صفوف الفرقة 30 وحلفائها. ومن جانبها أعلنت الفرقة 30 عن وقوع 5 قتلى و18 جريحًا في صفوفها خلال الاشتباكات التي وقعت مساء يوم 31 يوليو (تموز) 2015، بالإضافة إلى قتيلين آخرين ينتميان إلى جبهة الأكراد.

## النتائج
تسببت الهجمات العسكرية التي شنها مقاتلو الفرقة 30 وحلفائهم بدعم من الولايات المتحدة الأمريكية في غضون أيام قليلة في حدوث كارثة، حيث أبعد ما يزيد عن نصف مقاتلي الفرقة عن العمل. وفي منتصف سبتمبر (أيلول) 2015، أدرك الجنرال لويد أوستن، رئيس القيادة المركزية للولايات المتحدة الأمريكية، أن أربعة أو خمسة فقط من مقاتلي المعارضة السورية الذين دربتهم وجهزتهم القوات الأمريكية كانوا يقاتلون تنظيم الدولة الإسلامية على الأرض. وذكر البنتاغون أيضًا إنه من بين 54 مقاتلًا في الفرقة 30، لقي أحد مقاتل واحد حتفه، وأسر آخر، في حين كان 18 مقاتلًا في عداد المفقودين، بينما انشق 14 مقاتلًا وانضموا إلى جبهات أخرى، وفر 11 مقاتلًا إلى خارج سوريا، ولم يتبقّ سوى 9 مقاتلين فقط. اعترفت قيادة القوات الأمريكية في منطقة الشرق الأوسط في 25 سبتمبر (أيلول) 2015 بأن مُقاتلي الوحدة الثانية من الفرقة 30 سلموا لميليشيات جبهة النصرة ست شاحنات صغيرة وجزءًا من أسلحتهم وذخائرهم وحوالي 25% من مُعدّاتهم مقابل مرورهم. وكان محمد الأتاربي، المتحدث الرسمي باسم تجمع ثوار الأتارب، قد أفاد برواية مماثلة. وبحسب وسيم نصر، الصحفي في قناة فرانس 24 الفرنسية والمتخصص في الشؤون الجهادية، فإنّ الولايات المتحدة الأمريكيّة لم يكُن باستطاعتها تجنيد المقاتلين لأن السوريين كانوا يريدون القتال ضد النظام السوري، وليس ضد تنظيم داعش، لذا كان ينبغي عليها بدلًا من ذلك الذهاب للسكان السنة، الذين ما زالت البراميل المتفجرة تنهمر عليهم، وإخبارهم أن العدو ليس بشار الأسد ونظامه، بالإضافة إلى محاولة فهم أسباب استمرار وشعبية جبهة النصرة في البلاد، حتى بعد أربع سنوات من الحرب والتطرف.
أعلنت الولايات المتحدة الأمريكية في النهاية في 9 أكتوبر (تشرين الأول) 2015، بعدما بدأت روسيا في شن سلسلة من الضربات الجوية في سوريا، أنه سيتم تقليص برنامج تدريب وتجهيز المقاتلين السوريين المنتمين لقوى المعارضة السورية المعتدلة، بل وأنّه من الممكن أيضًا إيقاف المشروع نهائيًا.